# Airwolf

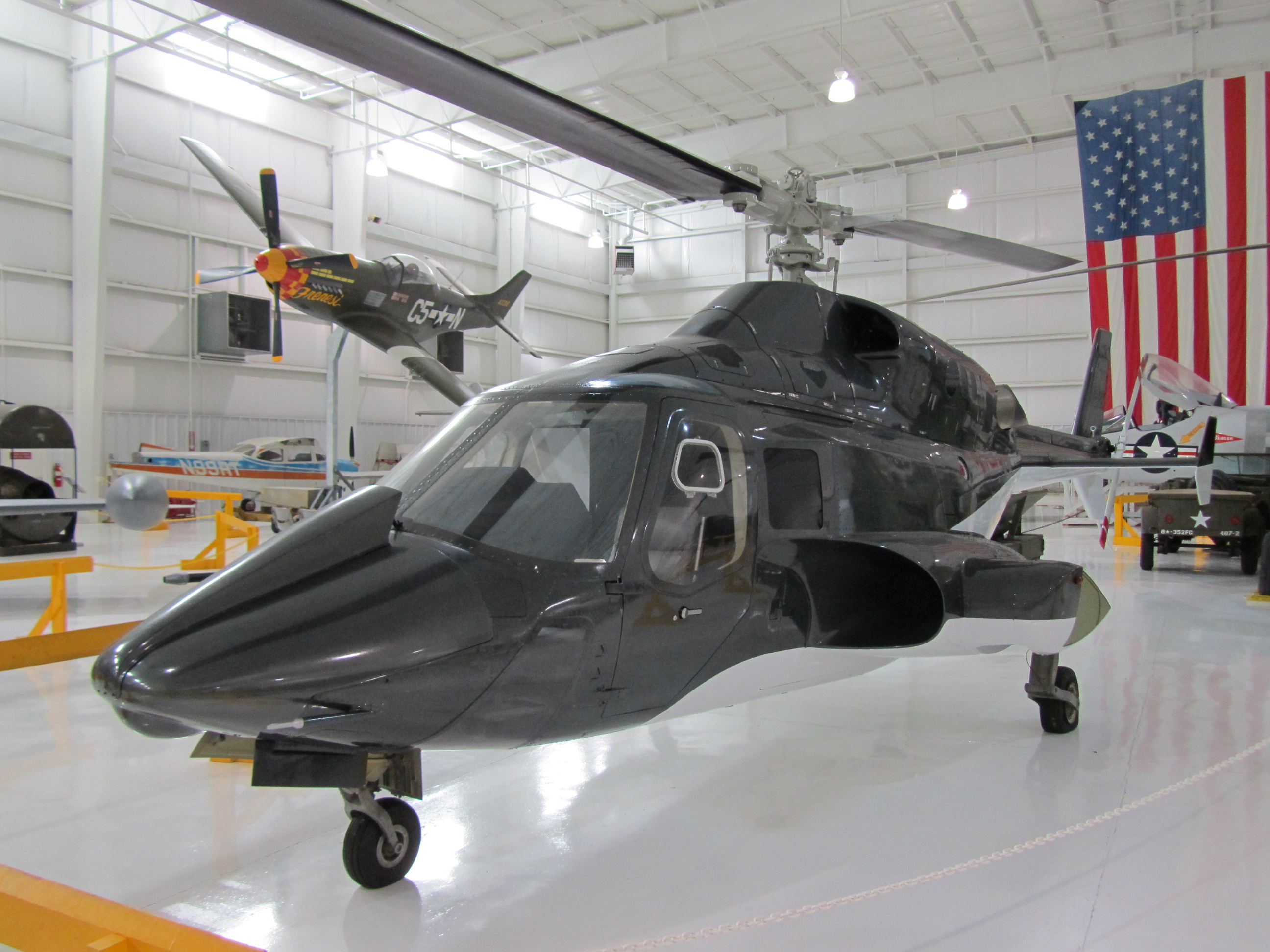
Águia de Fogo.

Águia de Fogo (em inglês: Airwolf; em espanhol: Lobo del aire; em França: Supercopter) é uma série televisiva americana que foi exibida de 1984 até 1987.  O programa contava com um helicóptero militar supersônico, conhecido por Águia de Fogo, e sua tripulação participava de várias missões, muitas delas envolvendo espionagem, como o tema relacionado à Guerra Fria.
A série foi criada por Donald Bellisario em 1984, com um total de 80 episódios, para o canal CBS. Nas primeiras três temporadas, estrelaram Jan-Michael Vincent, Ernest Borgnine, Alex Cord, e (da segunda temporada em diante) Jean Bruce Scott. Depois que a série original foi cancelada, uma quarta temporada, com um elenco inteiramente novo e sob um orçamento bem menor, foi filmada no Canadá para a emissora USA Network. Foi transmitida, no Brasil, pelas emissoras Rede Globo (1ª a 3ª temporadas) e Rede Record (4ª temporada).

## Resumo
Baseado no filme homônimo, que deu origem à série, contava a história de Michael Coldsmith-Briggs III, vivido por Alex Cord, codinome "Arcanjo", que é o comandante de uma divisão especial da CIA, chamada de "A Firma", que construiu o Águia de Fogo. Sua principal característica é usar um tapa olho e sempre se vestir de branco. Ele convoca o piloto Stringfellow Hawke, vivido pelo ator Jan-Michael Vincent, para recuperar a aeronave desaparecida na Líbia. Hawke vive em uma cabana no topo de uma montanha, isolado. Seu único companheiro é seu cão, Tet.
Hawke é um veterano da guerra do Vietnã, onde perdeu seu irmão, desaparecido em combate, desde então vive recluso. Ele tem como único amigo e companheiro de aventuras no Águia de Fogo, o veterano Dominic Santini, vivido pelo ator Ernest Borgnine, uma espécie de mentor.
Ao retornar da Líbia, após derrotar o criador do Águia de Fogo, Hawke e Dominic passam a usar o helicóptero como uma espécie de "supermáquina alada" para combater o crime e fazer justiça. Ao longo da série o Águia de Fogo passaria a ser chamada também de Águia Vingadora ou Águia Justiceira. O clímax dos episódios da série eram as batalhas áereas envolvendo o sofisticado helicóptero.

### Armas
O Águia de Fogo tem como principais armas:
Modo de Supervelocidade: (Super Pursuit Mode sigla SPM) para atingir a velocidade Mach 1,  conferindo-lhe desempenho de velocidade de combate equivalente ao de caças MiG e/ou outros aviões supersônicos e mísseis com velocidades até Mach 1. O conjugado com a turbina faz o Águia de Fogo emitir um estrondo sônico como um uivo, tanto na aceleração como na redução de velocidade para Modo de Cruzeiro Normal (Normal Cruise Mode).
Modo de Supervelocidade Extrema: (Extreme Super Pursuit Mode e sigla ESPM): Este recurso faz o helicóptero chegar a uma velocidade de Mach 2 (duas vezes mais rápido que a velocidade do som, em torno de 2450 km/h no modo Extreme Super Pursuit Mode), e é capaz de atingir a Estratosfera e enfrentar aviões e mísseis em velocidade na casa de Mach 2. Também uiva quando passa do Extreme Super Pursuit Mode para os modos Normal e Super Pursuit Mode com o estrondo sônico. É usado para combates em alta velocidade. Nos Episódios "Ecos do Passado" e "A Geração da Flor e do Amor" e "O Fantasma de Moffett" o Águia de Fogo usa a Extreme Super Pursuit Mode como recurso.
Canhão Vulcão ou Pod Lança-Mísseis: (ADF - All Directional Firing): a mais mortal arma do Águia de Fogo. É um pod retrátil triplo, de direção ajustável num eixo de 180 graus (90° do lado direito ao esquerdo), capaz de lançar uma variada gama de mísseis ar-ar (ex.: "Sidewinder") e ar-terra (ex.: o antitanque "Hellfire"). Com ela , a Águia Vingadora ou Águia Justiceira consegue destruir seus oponentes e encerra a Vingança da Águia.(A sequência de combate aonde o Águia de Fogo entra em combate e é o ápice da série e Stringfellow Hawkie ou St. John Hawkie ou Dominic Santini comandam o sofisticado helicóptero e destroem os inimigos, se vingando então). O Canhão Vulcão tem um modo de conexão de alvo instalado no visor do capacete ao qual enquadra o alvo permitindo o disparo preciso
Metralhadoras (Machine Guns) ou Chain Guns (1ª temporada): Metralhadoras ar-ar e ar-terra retráteis localizadas nas laterais do helicóptero, de onde são disparados tiros capazes de abater aviões e outros adversários.
 "Explosão solar"  (Sunburst) e Palhetas refletoras (Chaffs): Contramedidas para despiste de mísseis atraídos por calor (Sunburst) e de guiamento ativo (Chaffs).